# چشمه مونس
چشمه مونس، روستایی از توابع بخش مرکزی شهرستان فریمان در استان خراسان رضوی ایران است.

## جمعیت
این روستا در دهستان سنگ بست قرار دارد و براساس سرشماری مرکز آمار ایران در سال ۱۳۸۵، جمعیت آن ۲۱ نفر (۶خانوار) بوده‌است.